# Ирак на Светском првенству у атлетици на отвореном 2017.
Ирак је учествовао на Светском првенству у атлетици на отвореном 2017. одржаном у Лондону од 4. до 13. августа девети пут. Репрезентацију Ирака представљао је један такмичар који се такмичио у бацању копља.,
На овом првенству представник Ирака није освојио ниједну медаљу нити је остварио неки резултат.

## Учесници
Мушкарци:
- Мустафа ал Саман — Бацање диска

## Резултати

### Мушкарци
| Атлетичар        | Дисциплина   | Лични рекорд | Квалификације | Квалификације | Полуфинале | Полуфинале | Финале               | Финале       | Детаљи |
| Атлетичар        | Дисциплина   | Лични рекорд | Резултат      | Место         | Резултат   | Место      | Резултат             | Место        | Детаљи |
| ---------------- | ------------ | ------------ | ------------- | ------------- | ---------- | ---------- | -------------------- | ------------ | ------ |
| Мустафа ал Саман | Бацање диска | 60,89 НР     | 58,40         | 15. у гр. А   |            |            | Није се квалификовао | 27 / 30 (32) |        |